# Partecipanti al Giro d'Italia 2003
Elenco dei partecipanti al Giro d'Italia 2003.
Il Giro d'Italia 2003 fu l'ottantaseiesima edizione della corsa. Alla competizione presero parte 19 squadre, ciascuna delle quali composta da nove corridori, per un totale di 170 ciclisti (la spagnola Kelme-Costa Blanca partecipò con 8 corridori). La corsa partì il 10 maggio da Lecce e terminò il 1º giugno a Milano; in quest'ultima località portarono a termine la competizione 97 corridori. 

## Corridori per squadra
Nota: R ritirato, NP non partito, FT fuori tempo, SQ squalificato.
| Alessio                  | Alessio                    | Alessio                  | fdjeux.com              | fdjeux.com              | fdjeux.com              | Mercatone Uno-Scanavino  | Mercatone Uno-Scanavino  | Mercatone Uno-Scanavino  |
| ------------------------ | -------------------------- | ------------------------ | ----------------------- | ----------------------- | ----------------------- | ------------------------ | ------------------------ | ------------------------ |
| 1                        | Fabio Baldato              | 76º                      | 71                      | Nicolas Fritsch         | NP 14ª                  | 141                      | Marco Pantani            | 14º                      |
| 2                        | Pietro Caucchioli          | 26º                      | 72                      | Sandy Casar             | 13º                     | 142                      | Massimo Codol            | 15º                      |
| 3                        | Angelo Furlan              | FTM 18ª                  | 73                      | Jimmy Casper            | FTM 18ª                 | 143                      | Roberto Conti            | 56º                      |
| 4                        | Denis Lunghi               | 38º                      | 74                      | Carlos Da Cruz          | 61º                     | 144                      | Fabiano Fontanelli       | 91º                      |
| 5                        | Ruggero Marzoli            | NP 1ª                    | 75                      | David Derepas           | FTM 18ª                 | 145                      | Daniel Clavero           | 43º                      |
| 6                        | Vladimir Miholjević        | 40º                      | 76                      | Bernhard Eisel          | 64º                     | 146                      | Cristian Gasperoni       | 45º                      |
| 7                        | Cristian Moreni            | R 12ª                    | 77                      | Frédéric Guesdon        | FTM 18ª                 | 147                      | Sylwester Szmyd          | 24º                      |
| 8                        | Andrea Noè                 | 4º                       | 78                      | Régis Lhuillier         | FTM 18ª                 | 148                      | Ivan Ravaioli            | FTM 14ª                  |
| 9                        | Franco Pellizotti          | 9º                       | 79                      | Bradley Wiggins         | FTM 18ª                 | 149                      | Mario Manzoni            | 80º                      |
| CCC-Polsat               | CCC-Polsat                 | CCC-Polsat               | Formaggi Pinzolo Fiavé  | Formaggi Pinzolo Fiavé  | Formaggi Pinzolo Fiavé  | Saeco Macchine per Caffè | Saeco Macchine per Caffè | Saeco Macchine per Caffè |
| 11                       | Pavel Tonkov               | R 14ª                    | 81                      | Elio Aggiano            | R 12ª                   | 151                      | Gilberto Simoni          | 1º                       |
| 12                       | Dariusz Baranowski         | 12º                      | 82                      | Fortunato Baliani       | 52º                     | 152                      | Fabio Sacchi             | FTM 18ª                  |
| 13                       | Tomasz Brożyna             | 31º                      | 83                      | Biagio Conte            | NP 18ª                  | 153                      | Alessandro Spezialetti   | 47º                      |
| 14                       | Bohdan Bondarjev           | FTM 18ª                  | 84                      | Moreno Di Biase         | FTM 18ª                 | 154                      | Marius Sabaliauskas      | 48º                      |
| 15                       | Piotr Chmielewski          | 49º                      | 85                      | Bo Hamburger            | 54º                     | 155                      | Leonardo Bertagnolli     | 25º                      |
| 16                       | Seweryn Kohut              | FTM 18ª                  | 86                      | Luis Laverde            | 30º                     | 156                      | Paolo Fornaciari         | 81º                      |
| 17                       | Andris Naudužs             | NP 10ª                   | 87                      | Héctor Mesa             | 77º                     | 157                      | Dario Pieri              | FTM 18ª                  |
| 18                       | Piotr Przydział            | R 6ª                     | 88                      | Giuseppe Muraglia       | FTM 18ª                 | 158                      | Andrea Tonti             | 55º                      |
| 19                       | Radosław Romanik           | 33º                      | 89                      | Rinaldo Nocentini       | 60º                     | 159                      | Damiano Cunego           | 34º                      |
| Ceramiche Panaria-Fiordo | Ceramiche Panaria-Fiordo   | Ceramiche Panaria-Fiordo | Gerolsteiner            | Gerolsteiner            | Gerolsteiner            | Team Fakta               | Team Fakta               | Team Fakta               |
| 21                       | Giuliano Figueras          | 28º                      | 91                      | Daniele Contrini        | NP 10ª                  | 161                      | Kurt-Asle Arvesen        | R 18ª                    |
| 22                       | Julio Alberto Pérez Cuapio | R 18ª                    | 92                      | Gianni Faresin          | 17º                     | 162                      | Jørgen Bo Petersen       | FTM 18ª                  |
| 23                       | Graeme Brown               | FTM 14ª                  | 93                      | Robert Förster          | FTM 18ª                 | 163                      | Frank Høj                | FTM 18ª                  |
| 24                       | Scott Davis                | FTM 18ª                  | 94                      | Steffen Weigold         | FTM 18ª                 | 164                      | Magnus Bäckstedt         | 71º                      |
| 25                       | Paolo Lanfranchi           | 20º                      | 95                      | Uwe Hardter             | 66º                     | 165                      | Scott Sunderland         | 23º                      |
| 26                       | Paolo Tiralongo            | R 12ª                    | 96                      | Ronny Scholz            | R 18ª                   | 166                      | René Jørgensen           | 92º                      |
| 27                       | Luca Mazzanti              | R 14ª                    | 97                      | Marcel Strauss          | R 14ª                   | 167                      | Lars Bak                 | FTM 18ª                  |
| 28                       | Brett Lancaster            | R 10ª                    | 98                      | Georg Totschnig         | 5º                      | 168                      | Werner Riebenbauer       | FTM 18ª                  |
| 29                       | Guillermo Rubén Bongiorno  | R 6ª                     | 99                      | Gerhard Trampusch       | 41º                     | 169                      | Julian Winn              | 82º                      |
| Colombia-Selle Italia    | Colombia-Selle Italia      | Colombia-Selle Italia    | Kelme-Costa Blanca      | Kelme-Costa Blanca      | Kelme-Costa Blanca      | Tenax                    | Tenax                    | Tenax                    |
| 31                       | José Castelblanco          | 37º                      | 101                     | Isaac Gálvez            | NP 12ª                  | 171                      | Cristiano Frattini       | 73º                      |
| 32                       | Freddy González            | 35º                      | 102                     | Adolfo García Quesada   | 18º                     | 172                      | Martin Hvastija          | R 18ª                    |
| 33                       | Jhon Freddy García         | FTM 18ª                  | 103                     | Carlos García Quesada   | R 12ª                   | 173                      | Crescenzo D'Amore        | FTM 14ª                  |
| 34                       | Ruber Marín                | 85º                      | 104                     | José Ignacio Gutiérrez  | 39º                     | 174                      | Sergej Lelekin           | R 14ª                    |
| 35                       | Luca De Angeli             | 95º                      | 105                     | -                       |                         | 175                      | Mirko Marini             | R 13ª                    |
| 36                       | Hernán Muñoz               | 46º                      | 106                     | Jordi Riera             | 93º                     | 176                      | Daniele Pietropolli      | 67º                      |
| 37                       | Rodolfo Massi              | 68º                      | 107                     | Alexis Rodríguez        | FTM 18ª                 | 177                      | Oscar Pozzi              | 75º                      |
| 38                       | Raffaele Illiano           | 66º                      | 108                     | Julián Usano            | 87º                     | 178                      | Gianluca Tonetti         | 78º                      |
| 39                       | Mychajlo Chalilov          | R 12ª                    | 109                     | Constantino Zaballa     | 27º                     | 179                      | Mauro Zanetti            | R 13ª                    |
| De Nardi-Colpack         | De Nardi-Colpack           | De Nardi-Colpack         | Lampre                  | Lampre                  | Lampre                  | Vini Caldirola-So.Di.    | Vini Caldirola-So.Di.    | Vini Caldirola-So.Di.    |
| 41                       | Serhij Hončar              | 8º                       | 111                     | Francesco Casagrande    | R 18ª                   | 181                      | Dario Andriotto          | 83º                      |
| 42                       | Andrus Aug                 | FTM 18ª                  | 112                     | Sergio Barbero          | 59º                     | 182                      | Massimo Apollonio        | FTM 18ª                  |
| 43                       | Matteo Carrara             | FTM 18ª                  | 113                     | Wladimir Belli          | 11º                     | 183                      | Gabriele Balducci        | R 14ª                    |
| 44                       | Graziano Gasparre          | 32º                      | 114                     | Simone Bertoletti       | 88º                     | 184                      | Giampaolo Cheula         | 62º                      |
| 45                       | Leonardo Giordani          | 90º                      | 115                     | Mariano Piccoli         | NP 3ª                   | 185                      | Stefano Garzelli         | 2º                       |
| 46                       | Michele Gobbi              | 74º                      | 116                     | Manuel Quinziato        | 86º                     | 186                      | Mauro Gerosa             | 79º                      |
| 47                       | Giuseppe Palumbo           | FTM 18ª                  | 117                     | Raimondas Rumšas        | 6º                      | 187                      | Oscar Mason              | R 11ª                    |
| 48                       | Charles Wegelius           | 51º                      | 118                     | Ján Svorada             | 89º                     | 188                      | Eddy Mazzoleni           | 10º                      |
| 49                       | Leonardo Zanotti           | 57º                      | 119                     | Francisco Vila          | 44º                     | 189                      | Steve Zampieri           | 36º                      |
| Domina Vacanze-Elitron   | Domina Vacanze-Elitron     | Domina Vacanze-Elitron   | Landbouwkrediet-Colnago | Landbouwkrediet-Colnago | Landbouwkrediet-Colnago |                          |                          |                          |
| 51                       | Mario Cipollini            | NP 12ª                   | 121                     | Serhij Avdjejev         | 50º                     |                          |                          |                          |
| 52                       | Daniele Bennati            | FTM 18ª                  | 122                     | Lorenzo Bernucci        | 72º                     |                          |                          |                          |
| 53                       | Gabriele Colombo           | 63º                      | 123                     | Volodymyr Bileka        | 58º                     |                          |                          |                          |
| 54                       | Giovanni Lombardi          | 70º                      | 124                     | Volodymyr Duma          | 42º                     |                          |                          |                          |
| 55                       | Gianpaolo Mondini          | FTM 18ª                  | 125                     | Ruslan Hryščenko        | FTM 18ª                 |                          |                          |                          |
| 56                       | Alberto Ongarato           | FTM 18ª                  | 126                     | Tom Stremersch          | 69º                     |                          |                          |                          |
| 57                       | Michele Scarponi           | 16º                      | 127                     | Jaroslav Popovyč        | 3º                      |                          |                          |                          |
| 58                       | Mario Scirea               | 84º                      | 128                     | Salvatore Scamardella   | 97º                     |                          |                          |                          |
| 59                       | Francesco Secchiari        | 96º                      | 129                     | Johan Verstrepen        | 94º                     |                          |                          |                          |
| Fassa Bortolo            | Fassa Bortolo              | Fassa Bortolo            | Lotto-Domo              | Lotto-Domo              | Lotto-Domo              |                          |                          |                          |
| 61                       | Marzio Bruseghin           | 22º                      | 131                     | Robbie McEwen           | NP 14ª                  |                          |                          |                          |
| 62                       | Dario David Cioni          | FTM 18ª                  | 132                     | Rik Verbrugghe          | NP 4ª                   |                          |                          |                          |
| 63                       | Kim Kirchen                | 29º                      | 133                     | Aart Vierhouten         | NP 9ª                   |                          |                          |                          |
| 64                       | Dario Frigo                | 7º                       | 134                     | Ief Verbrugghe          | R 14ª                   |                          |                          |                          |
| 65                       | Aitor González             | 19º                      | 135                     | Gert Steegmans          | FTM 18ª                 |                          |                          |                          |
| 66                       | Alessandro Petacchi        | FTM 18ª                  | 136                     | Koos Moerenhout         | 53º                     |                          |                          |                          |
| 67                       | Matteo Tosatto             | FTM 18ª                  | 137                     | Thierry Marichal        | R 14ª                   |                          |                          |                          |
| 68                       | Guido Trenti               | FTM 18ª                  | 138                     | Nick Gates              | FTM 18ª                 |                          |                          |                          |
| 69                       | Marco Velo                 | 21º                      | 139                     | Kevin Van Impe          | R 14ª                   |                          |                          |                          |

### Legenda
| Legenda          | Legenda | Legenda        | Legenda                                                  |
| ---------------- | --- | -------------- | -------------------------------------------------------- |
| Dorsale          | Dorsale di partenza del ciclista | Posizione      | Posizione finale nella classifica generale               |
| Maglia rosa      | Indica il vincitore della classifica generale                                                                                        | Maglia verde   | Indica il vincitore della classifica dei GPM             |
| Maglia ciclamino | Indica il vincitore della classifica a punti                                                                                         | Maglia azzurra | Indica il vincitore della classifica intergiro           |
| NP               | Indica un ciclista che non è ripartito in una tappa la mattina                                                                       | R              | Indica un ciclista che si è ritirato in una tappa        |
| FTM              | Indica un ciclista che ha concluso una tappa fuori tempo, ossia ha impiegato più tempo rispetto a quanto stabilito dal tempo massimo | EX             | Corridore escluso per non aver rispettato il regolamento |

## Corridori per nazione
Le nazionalità rappresentate nella manifestazione sono 27; in tabella il numero dei ciclisti suddivisi per la propria nazione di appartenenza:
| Numero ciclisti | Nazione                                                                                                |
| --------------- | --- |
| 81              | Italia                                                                                                 |
| 11              | Spagna                                                                                                 |
| 8               | Ucraina                                                                                                |
| 7               | Belgio, Colombia, Francia, Polonia                                                                     |
| 6               | Australia                                                                                              |
| 5               | Danimarca                                                                                              |
| 4               | Austria, Germania                                                                                      |
| 3               | Gran Bretagna                                                                                          |
| 2               | Lituania, Messico, Paesi Bassi, Russia, Svizzera                                                       |
| 1               | Argentina, Croazia, Estonia, Lettonia, Lussemburgo, Norvegia, Rep. Ceca, Slovenia, Svezia, Stati Uniti |